# Hugo Spadafora
Hugo Spadafora Franco (Chitré, 6 de septiembre de 1940-provincia de Herrera, 13 de septiembre de 1985) fue un médico panameño, convertido en guerrillero durante la guerra civil que llevó al triunfo de la Revolución Nicaragüense el 19 de julio de 1979, donde actuó como comandante militar y líder político de la Brigada Internacional Victoriano Lorenzo. Se describía a sí mismo como partidario del socialismo democrático, la socialdemocracia y el internacionalismo.
Reconocido como un colaborador cercano del general Omar Torrijos Herrera, después de la muerte de este, se convirtió en un duro crítico del régimen militar que gobernó Panamá entre 1981 y 1989, lo que ocasionó su secuestro y posterior decapitación en 1985.

## Biografía

### Juventud y familia
Nació en Chitré el 6 de septiembre de 1940 en el seno de una familia de origen humilde que se convirtió en clase media. Fue el tercer hijo del matrimonio entre Carmelo Melo Spadafora Abate y Rebeca Franco.
Se casó en noviembre de 1968 con María Elena Acevedo con quien tuvo dos hijos: Hugo y Afrique Marie.

### Educación
Sus estudios primarios fueron escuelas públicas de su ciudad natal. Más tarde realiza sus estudios secundarios en el Instituto Nacional de la Ciudad de Panamá, graduándose en febrero de 1958. Su excelente rendimiento en el Instituto Nacional le garantizó una beca universitaria en el extranjero. Se graduó de médico en la Universidad de Bolonia, Italia en 1964. Perteneció al Partido Socialista Italiano mientras cursaba la carrera.

### Vida laboral, política y guerrillera
Retorna a Panamá en 1965 laborando en el Hospital Santo Tomás de la Ciudad de Panamá. En agosto de ese mismo año se traslada a El Cairo para comenzar sus estudios de posgrado gracias a una beca del Gobierno egipcio. En Egipto contacta con rebeldes de la Guinea portuguesa. Desde 1966 sirvió como médico y guerrillero en Guinea-Bissau al lado de Amílcar Cabral en su lucha por la independencia contra el colonialismo portugués.
Después de asegurar el ingreso de más médicos en el movimiento anticolonialista, regresa a Panamá en 1967 donde continúa ejerciendo la medicina hasta que ocurre el golpe de Estado de 1968 que derroca Arnulfo Arias. En ese momento decide unirse como médico de las guerrillas urbanas que combatían a los militares golpistas, pero es apresado por varias semanas. Logra la libertad condicional por las presiones de su padre, quien conocía a Omar Torrijos Herrera. Mientras estuvo preso conversó con el mismo Torrijos donde discuten sobre la revolución, de inquietudes sociales y finalmente dejan de ser enemigos.
No obstante, Spadafora no deja de ser crítico con el régimen pero se muestra optimista: «Cierto, se habían cometido excesos y hasta crímenes; la corrupción no ha dejado de ser un vicio, pero el balance histórico es positivo»
Luego es enviado por los militares a El Real, Darién para que trabajara en el centro de salud de dicha localidad. En 1973 se convirtió en director del Sistema de Salud de la provincia de Colón. A pesar de su crítica inicial con el régimen de Omar Torrijos, fue nombrado viceministro de Salud en 1976. Spadafora decidió unirse «a aquel régimen cuando cambió de ruta».
El 15 de septiembre de 1978 renuncia a su cargo de viceministro y se une a los sandinistas. Combatió al régimen de Anastasio Somoza Debayle en Nicaragua para lo cual organizó la Brigada Internacional Victoriano Lorenzo y después la Brigada Internacional Bolivariana. 
En 1984 Spadafora luchó al lado de Edén Pastora y su Alianza Revolucionaria Democrática (ARDE) en la región fronteriza de Nicaragua y Costa Rica contra el Gobierno sandinista de Nicaragua. Spadafora consideró que los líderes del Gobierno nicaragüense habían traicionado los acuerdos de la lucha de la Revolución y decide unirse a lo que consideró como las «fuerzas auténticamente sandinistas». El grupo ARDE había rechazado el plan estadounidense anticomunista de Ronald Reagan que respaldó a los Contras, pero eventualmente aceptó su apoyo aunque sin seguir los parámetros estadounidenses. Entonces Spadafora se aleja de Pastora señalando públicamente su rechazo con la estrategia militar de este líder nicaragüense. Por estos motivos apoya a los indígenas miskitos liderados por Brooklyn Rivera, a quienes considera que eran los únicos que no se habían corrompido.

### Muerte
Hugo Spadafora siempre estuvo en contra de Manuel Antonio Noriega y denunció sus relaciones con el narcotráfico internacional. El 13 de septiembre de 1985 fue asesinado por las Fuerzas de Defensa de Panamá, al mando del general Noriega. Su cuerpo decapitado, castrado y con las uñas arrancadas fue encontrado en Laurel de Corredores en los alrededores de Chiriquí. Su cabeza nunca fue hallada.
Tras enterarse la población panameña de su asesinato comenzó una ola de protestas a lo largo del país repudiando el hecho. La familia de Spadafora exigió al Gobierno de Nicolás Ardito Barletta investigar el caso y ante falta de respuestas la familia buscó apoyo de la OEA y la ONU.
El 21 de septiembre de 1985 lo que quedaba de su cuerpo fue enterrado en el cementerio Melitón Martín de Chitré.

## Cultura popular
En 2000 el actor argentino Ivo Cutzarida obtuvo el rol para interpretar al doctor Hugo Spadafora en la película para la televisión Noriega: God´s Favorite de Roger Spottiswoode, que trata también el asesinato de Spadafora.

## Literatura
- Dr. Hugo Spadafora: Experiencias y pensamiento de un médico guerrillero, Ciudad Panamá 1980.
- Dr. Hugo Spadafora: Las derrotas somocista y communista en Nicaragua, San José/Costa Rica 1985.
- Hugh Graham: Ploughing the seas: the nicaraguan resistance and the CIA in jungles of southern Nicaragua, 1984-1987, Toronto 2001.
- Kinzer, Stephen (febrero de 2007). Overthrow: America's Century of Regime Change from Hawaii to Iraq (Paperback). Times Books. ISBN 0-8050-8240-9.

- Datos: Q4430638